# Isabelle Baumann
Isabelle Baumann (* 1963 als Isabelle Hozang) ist eine österreichische Leichtathletiktrainerin und ehemalige Leichtathletin.

## Leben
1983 wurde Baumann als Isabelle Hozang österreichische Hallenmeisterin über 3000 Meter. Zweite bei österreichischen Meisterschaften wurde die Läuferin der SV Schwechat 1982 (1500 Meter in der Halle sowie 3000 Meter im Freien), 1983 (1500 Meter, 3000 Meter, 5000 Meter jeweils im Freien) und 1984 (3000 Meter im Freien). Im Jahr 1984 weilte sie im Rahmen ihres Studiums an der University of Arkansas in den Vereinigten Staaten und betrieb dort ebenfalls Leichtathletik. Sie nahm unter anderem an der US-Hochschulmeisterschaft teil, im April 1984 stellte sie bei einem Wettkampf in Austin (US-Bundesstaat Texas) über die 5000-Meter-Strecke mit 16:27,2 Minuten eine österreichische Bestmarke auf. Das war gleichzeitig die Bestleistung ihrer Karriere über 5000 Meter, auch ihre Bestzeit über 3000 Meter (9:30,78 Minuten) lief sie im April 1984 in den Vereinigten Staaten. Über 1500 Meter stellte sie ihre persönliche Bestleistung im Juni 1981 bei einem Wettkampf in Schwechat auf. 1988 musste sie ihre Laufbahn wegen einer Verletzung beenden.
Ihr Studium schloss sie 1987 als Diplomsportlehrerin ab, der Titel ihrer an der Universität Wien angenommenen Diplomarbeit lautete Wissenschaftliche Erkenntnisse und praktische Erfahrungswerte über die Wirkung des Höhentrainings auf die Ausdauerleistungsfähigkeit im Langstreckenlauf.
Ab 1991 trainierte sie Dieter Baumann, ihren späteren Ehemann (Heirat im Jahr 1992). Unter ihrer Leitung wurde Baumann 1992 Olympiasieger über 5000 Meter. Sie war Landestrainerin in Baden-Württemberg und acht Jahre deutsche Bundestrainerin für Mittel- und Langstrecken (bis 2001). Laut Süddeutscher Zeitung im Mai 2010 war sie „mehr als ein Jahrzehnt lang die bekannteste deutsche Leichtathletik-Trainerin“, das Hamburger Abendblatt bezeichnete sie im März 1994 als „erfolgreichste Langstrecken-Trainerin der Welt“. Neben Dieter Baumann betreute sie unter anderem auch Kim Bauermeister, Stéphane Franke, Damian Kallabis, Wolfram Müller, Filmon Ghirmai und Irina Mikitenko.
Sie veröffentlichte mehrere Aufsätze über Leichtathletiktraining in den Fachzeitschriften Die Lehre der Leichtathletik, Sportpraxis, Leistungssport, Trainerakademie aktuell und Modern athlete and coach.
Baumann wurde Studiendirektorin an der Geschwister-Scholl-Schule Tübingen in den Fächern Sport und Englisch und blieb des Weiteren als Leichtathletiktrainerin tätig, unter anderem ihrer Kinder Jackie und Robert.